# Ordensburg Durben
Die Ordensburg Durben (lettisch Durbes viduslaiku pils) ist die Ruine einer Ordensburg des Livländischen Ordens in der kurländischen Stadt Durbe im Bezirk Dienvidkurzeme. Noch heute sind einige Mauerreste der mittelalterlichen Burg erhalten. Im Jahre 1260 fand in der Nähe die berühmte Schlacht an der Durbe statt, die den Ausgangspunkt zum Großen Prußenaufstand 1261 bis 1272 markierte.

## Geschichte
Als „Burg Durben“ wurden in der Vergangenheit zwei unterschiedliche Burgen bezeichnet, die jedoch wenig gemein hatten. Zunächst gab es eine kurische Holzfestung auf einem Hügel bei dem Dorf Vecpils (dt. „Altenburg“) etwa 9 km vom heutigen Durben entfernt. Erst später wurde in Durben am Uferbereich des Durbe Sees eine steinerne Burg errichtet. Es wird davon ausgegangen, dass es sich bei der Ortsbezeichnung „Lyndal“ oder „Lindal“ um den alten Namen der kurischen Festung und Siedlung handelt, der nach der Errichtung der neuen Burg in Durben vom Orden in „Altenburg“ umbenannt wurde und seitdem im Lettischen als Vecpils bekannt ist.
Der Ort Durben wird erstmalig 1230 in einem Vertrag zwischen dem päpstlichen Botschafter Balduin von Alna und dem kurischen Anführer Lamekin (Lammekinus rex) der Landschaften Esestua, Durpis (= Durben) und Saggara über die Annahme des Christentums erwähnt.

### Burg Lyndale (später Alt-Durben)
Bereits seit früher Zeit war die Gegend um Durben von kurischen und livischen Stämmen besiedelt. Etwa 9 km nordöstlich des heutigen Durbe lag eine kurische Hügelfestung mit einer Siedlung, die 1253 im kurischen Teilungsvertrag als „Lyndale“ Erwähnung fand. Dieser teilte Kurland zwischen dem kurländischen Bischof und dem Livländischen Orden auf, wobei Lyndale im Gebiet des Ordens lag. Daraufhin nutzte der örtliche Befehlshaber des Ordens die kurische Burg als Residenz.
Am 13. Juli 1260 fand in der Nähe von Durben die berühmte Schlacht an der Durbe statt, in der ein litauisch-kurisches Heer dem Aufgebot des Ordens eine vernichtende Niederlage zufügte; nicht nur der livländische Landmeister Burkhard von Hornhausen, sondern auch ein Großteil der Ordensritter und viele loyale Adelige aus den prussischen und kurischen Gebieten fanden den Tod. Nun sahen ebenjene baltischen Stämme einen günstigen Zeitpunkt für eine Revolte gegen die verhassten Lehnsherren gekommen. Der daraus resultierende Große Prußenaufstand zog sich schließlich von 1261 bis 1272 wurde aber letztlich niedergeschlagen.
1263 zerstörten Kreuzfahrer die Burg Lyndale schließlich auf ihrem Vormarsch von Goldingen nach Grobin. Letztmalig schriftlich erwähnt wird sie jedoch erst 1371.

### Ordensburg Durben
Nach der Zerstörung der Burg Lyndale begann der Orden vermutlich zwischen 1371 und 1387 mit der Errichtung einer Steinburg (erstmals urkundlich erwähnt 1387)  am Ufer des Durbe-Sees und nannte die Überreste der Lyndale-Burg zur Unterscheidung fortan „alte Burg“ oder „Altenburg“ (lettisch Vecpils).
Zu Beginn des 15. Jahrhunderts entstand rund um die Ordensburg eine Siedlung, später kam eine kleine Kirche hinzu. Aufgrund der Ansammlung verhältnismäßig vieler Fachleute (etwa 30 Handwerker unterschiedlichen Berufs) war die Stadt Durben zu der Zeit des Herzogtums Livland von großer Bedeutung. 1651 wurde eine neue Steinkirche geweiht.
Im Polnisch-Schwedischen Krieg wurden 1601 Burg und Städtchen von schwedischen Truppen geplündert.
Während des Großen Nordischen Krieges belagerten 1701 schwedische Truppen unter König Karl XII. die Burg und beschossen sie mit Artillerie. Nach der Eroberung wurden Burg und Stadt von den Schweden geplündert und fast vollständig zerstört. Die Burg wurde danach nicht wieder aufgebaut und verfiel zusehends.

## Beschreibung

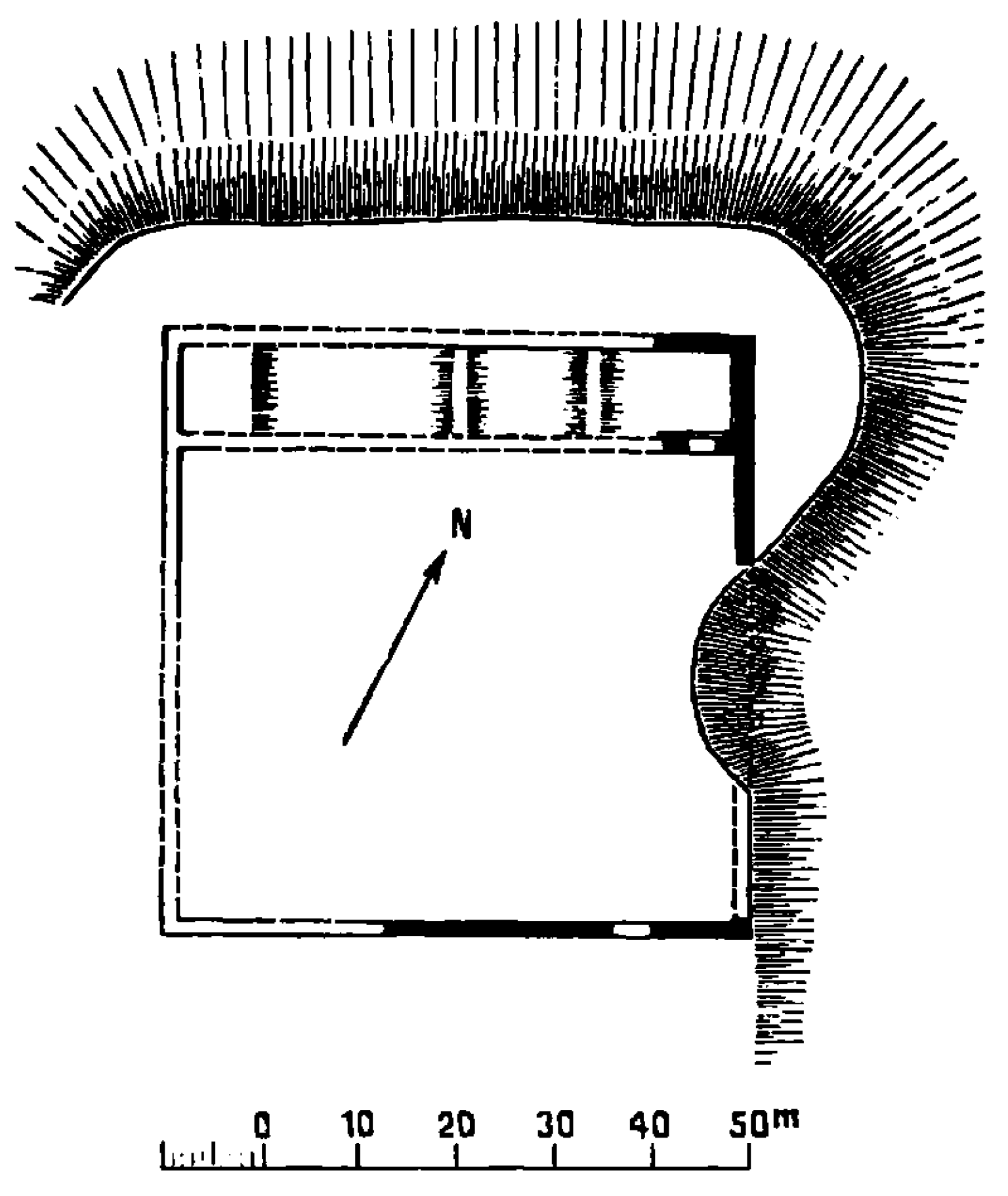
Grundriss der Ordensburg Hasenpoth von 1921. "Schwarz" dargestellt sind die erhaltenen Mauerreste.

Die Ordensburg wurde auf einem nach drei Seiten natürlich abfallenden Hügel errichtet und bildete einen annähernd quadratischen Grundriss. Hat B. Schmid die Burg 1921 noch fälschlicherweise völlig quadratisch dargestellt, so ist seit Beginn des 21. Jahrhunderts bekannt, dass jede Mauerseite unterschiedliche Längen aufwies; so ergibt sich ein Grundriss von 59,5 × 61,0 × 56,5 × 60,4 m (Nord × Ost × Süd × West). Auf der Südseite der Burg befand sich möglicherweise ein Burggraben mit Tor, von denen heute allerdings nichts mehr zu erkennen ist.
Die ca. 1,5 m dicken Burgmauern waren aus Feldstein gemauert und ursprünglich wohl bis zu 10 m hoch. In dem erhaltenen Abschnitt der nordöstlichen Mauer wurden teilweise Ziegelsteine eingesetzt. Ein Teil dieser Mauer fiel wohl im Laufe der Jahrhunderte einem Hangrutsch zum Opfer. Anhand dieser Stelle lässt sich erkennen, dass das Fundament der Burgmauer etwa 1,2 m tief in den Boden reicht.
Entlang der Innenseite der nordwestlichen Mauer war ein etwa 8,7 m breiter, unterkellerter Wohnflügel angebaut, dessen Grundmauern im Gelände allerdings heute lediglich zu erahnen sind. Spuren von Balkenlöchern auf der Innenseite der Südostmauer weisen Spuren von ehemals hölzernen Anbauten auf. Bis heute haben sich nur zwei 9 – 10 m hohe Mauerabschnitte auf der Nordost- und Südostseite (36 m lang) erhalten. Ansonsten sind nur noch niedrige Fragmente der Grundmauern zu erkennen.